# Ахмед аль-Нассер ас-Сабах
Ахмед аль-Нассер ас-Сабах (араб. أحمد الناصر الصباح‎; род. 13 февраля 1971, Эль-Кувейт) — сын Насера аль-Мухаммеда ас-Сабаха, министр иностранных дел (2019—2022).

## Биография
Родился 13 февраля 1971 года в семье Насера аль-Мухаммеда ас-Сабаха и его супруги Шахразад бинт Хамуд ас-Сабах, внучки шейха Джабера II. 
Получил образование в средней школе Кайфан, которую закончил в 1987 году. По окончании школы Ахмед уехал во Францию, где поступил в Университет Бордо, который закончил в 1990 году в качестве специалиста по политологии. Затем он поступил в Страсбургский университет, где получил степени бакалавра в области международных отношений и иностранных языков, а в 1995 году там же получил степень магистра.
В 2000 году закончил Университет Париж 1 Пантеон-Сорбонна, получив докторскую степень в области политических наук.
После получения высшего образования Ахмед работал в министерстве иностранных дел, в котором в 2016 году стал помощником министра иностранных дел. 
17 декабря 2019 года эмир Сабах аль-Ахмед назначил его министром иностранных дел. В феврале 2022 года был допрошен по обвинению в коррупции, а 16 февраля ему был высказан вотум недоверия.
2 октября 2022 года Ахмед покинул пост министра иностранных дел, когда правительство Кувейта подало в отставку.